# 石新安
石新安（1907年—1978年），汉族，湖南省邵阳县人。中国人民解放军开国少将。

## 生平
1930年，石新安参加中国工农红军，同年加入中国共产党，历任红三军团红八军司令部文书、司令部副官、连长、军团经理处粮秣科科长、红六军八团供给处主任、红一军团司令部管理科科长，随部参加长征。抗日战争期间，其担任八路军115师副官处处长、师政治部敌工部部长，后随部进入山东，担任鲁西军区政治部组织部部长、冀鲁豫军区第一军分区政治委员，后担任晋冀鲁豫军区第七纵队二十旅政治委员、第一军分区政治委员、第二野战军第5兵团政治部副主任。中华人民共和国成立后，担任贵州省军区政治部主任等职位。1955年，被授予少将军衔。1978年逝世。